# Téléphérique 3S
 (novembre 2019).
Si vous disposez d'ouvrages ou d'articles de référence ou si vous connaissez des sites web de qualité traitant du thème abordé ici, merci de compléter l'article en donnant les références utiles à sa vérifiabilité et en les liant à la section « Notes et références ».

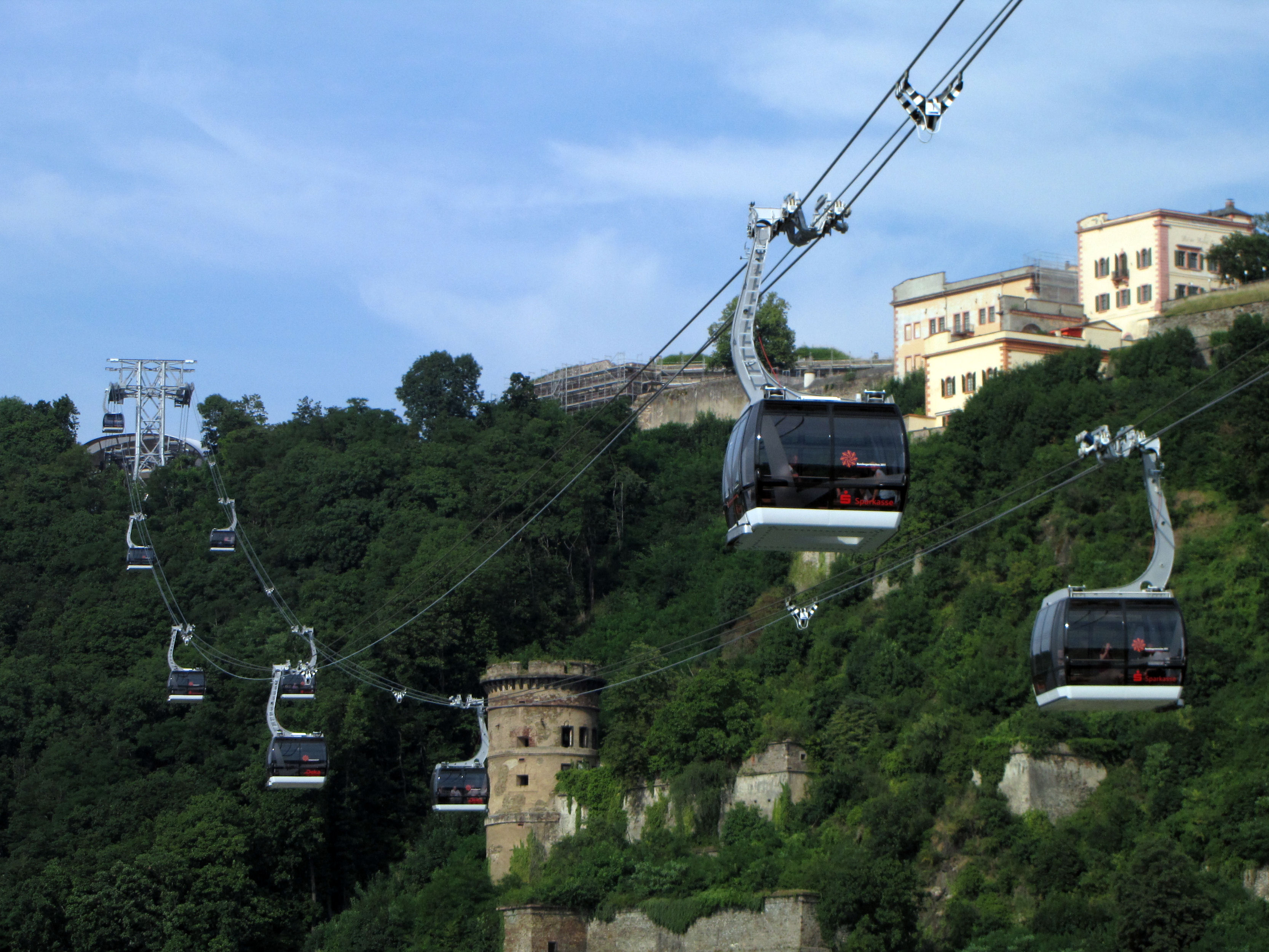
Un téléphérique 3S à Coblence utilisé pour franchir le Rhin.

Un téléphérique 3S est un type de remontée mécanique issu du mariage entre la technologie du téléphérique et celle des remontées mécaniques débrayables, d'où son surnom : téléphérique débrayable. Celui-ci possède deux câbles porteurs et un câble tracteur soit 3 câbles (d'où « 3S », S comme Seile qui signifie « câble » en allemand).
L'Alpin Express de la station suisse Saas-Fee, ou l'Olympique de la station française Val d'Isère sont des téléphériques 3S.
Le principal avantage de ce type de remontée est son confort remarquable. En effet, les passages de pylône ne secouent pas vraiment et sa vitesse en ligne est plutôt élevée (environ 8,5 m/s = environ 30,6 km/h), ce qui permet d'atteindre rapidement les sommets. De plus, le 3S est peu sensible au vent. Toulouse a par exemple choisi le 3S sur cette raison par rapport à la technologie télécabine monocâble car le 3S peut fonctionner jusqu'à des vents supérieurs à 108 km/h, contre 70 km/h pour le monocâble.

## Liste des téléphériques 3S dans le monde

### Allemagne
- Téléphérique de Coblence à Coblence

### Autriche
- 3S-Bahn à Kitzbühel
- Gaislachkoglbahn II à Sölden
- Pardatschgrat à Ischgl,
- Penkenbahn à Mayrhofen
- 3S K-onnection à Kaprun
- 3S Eisgrat au Glacier de Stubai

### Canada
- Peak 2 Peak à Whistler-Blackcomb (avec une portée centrale record de 3 024 mètres)

### France
- Téléphérique de l'Olympique à Val d'Isère
- Prodains Express à Avoriaz
- Téléo à Toulouse
- Jandri 3S aux Deux-Alpes

### Italie
- Téléphérique de Renon à Bolzano

### Norvège
- Téléphérique de Voss à Voss

### Russie
- Téléphérique 3S Psekakho A3 à Gazprom Mountain Resort à Rosa Khutor

### Suisse
- Alpin Express à Saas-Fee
- Eiger Express à Grindelwald
- Matterhorn Glacier Ride  à Zermatt (avec une altitude record de 3 821 mètres)

### Viêt Nam
- Téléphérique du Fansipan à Sa Pa
- Téléphérique de Hon Thom à Phú Quốc (avec une longueur record de 7 900 mètres)